# クロンダイク川
クロンダイク川（クロンダイクがわ、英: Klondike River）は、カナダのユーコン準州クロンダイク地方を流れる川で、ユーコン川の支流。オギルビー山地の源流から約160km流れドーソン・シティの南でユーコン川と合流する。
名称は先住民のハン族の言葉で「ハンマーストーンの水」を意味する「Tr'ondëk」に由来する。
この川の支流で金が発見されると、一攫千金を求め多くの人々が集まった。（クロンダイク・ゴールドラッシュ）
ジャック・ロンドンの小説「鮮新世の遺物」では、この川は「トナカイの川」として言及されている。

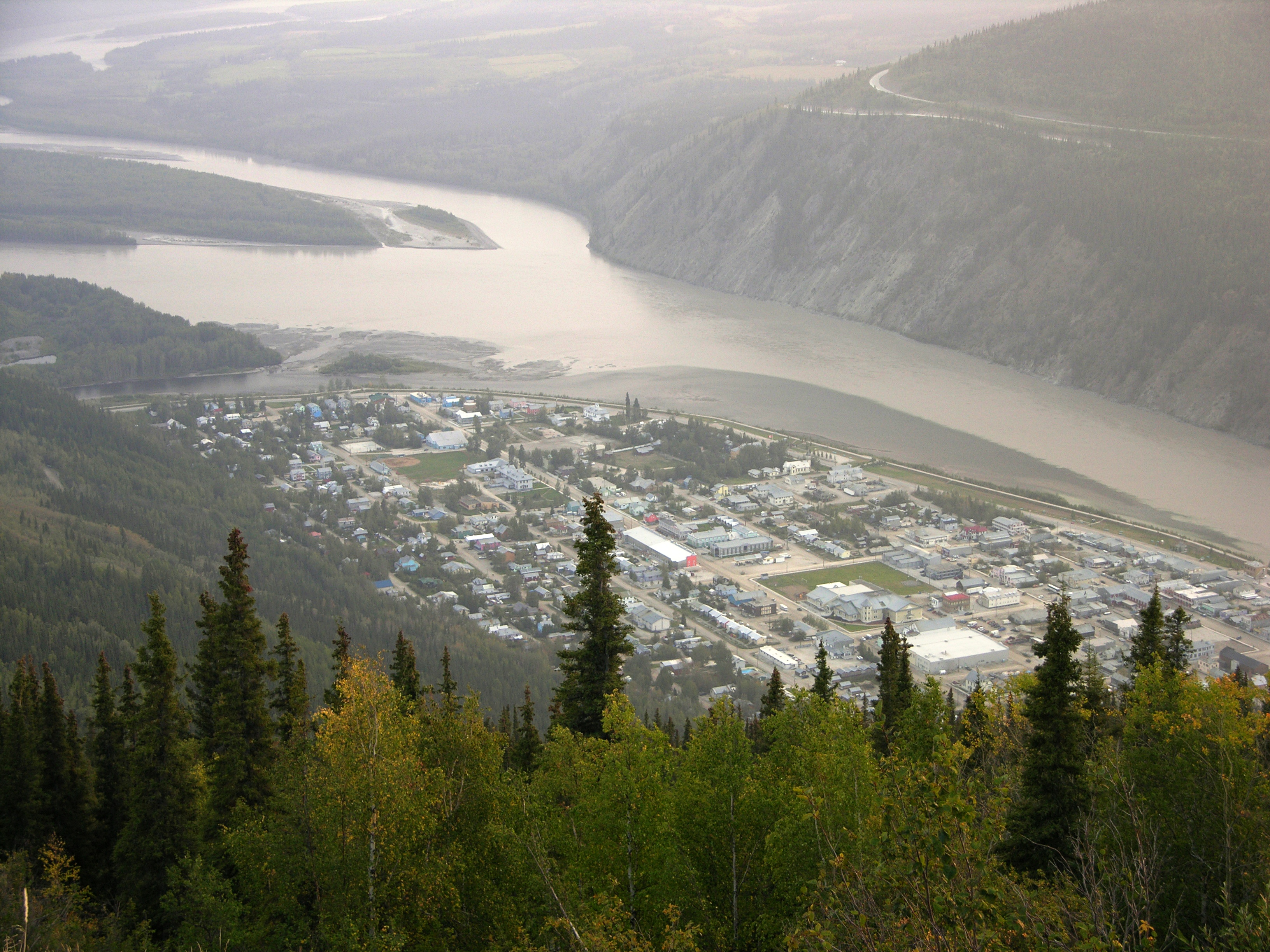
ユーコン川（右と左上）に流れ込むクロンダイク川（左中央）真ん中の町はドーソンシティ。